# Okręty podwodne typu 209
Okręty podwodne typu 209 – eksportowa konstrukcja niemieckich okrętów podwodnych zaprojektowanych przez Ingenieur Kontor Lübeck (IKL), która odniosła największy sukces handlowy ze wszystkich typów zachodnich okrętów podwodnych po drugiej wojnie światowej. Konstrukcja tych okrętów oparta była na doświadczeniach wcześniejszych niemieckich typów okrętów tej klasy, wykorzystywała też wiele ich komponentów o potwierdzonej użyteczności i sprawności. Duża pojemność baterii elektrycznych zapewniała tym okrętom duży zasięg i prędkość podwodną, zaś zaawansowany projekt okazał się być bardzo elastyczny w modyfikacjach, umożliwiać powiększenia okrętów oraz zapewniał łatwość modernizacji w zakresie sensorów i wyposażenia, a także ulepszania akustycznych charakterystyk pływania. W czterech okrętach typu Shishumar przeznaczonych dla Indii zastosowano kapsuły ratownicze mogące ewakuować całą załogę okrętu.
Przez lata produkcji tych jednostek, Howaldtswerke-Deutsche Werft opracowała serię pakietów modernizacyjnych. Wiele okrętów typu 209 zostało zmodyfikowanych do standardu niemieckich okrętów typu 206A, a także otrzymało możliwość odpalania przeciwokrętowych pocisków manewrujących Sub-Harpoon. Po wejściu do służby niemieckich okrętów typu 212A, pojawiła się możliwość zastosowania w jednostkach typu 209 pakietu modernizacyjnego w postaci zapewniającego większą sprawność i wyciszenie silników elektrycznych z magnesami trwałymi (Permanent-Magnet Motor - PMM), zaawansowanej śruby oraz układu napędu niezależnego od powietrza, poprzez instalację sekcji z ogniwami paliwowymi.
Budowane w pięciu wariantach, w różnych krajach, których nazwy pochodzą od przybliżonej wyporności okrętów: 209/1100, 209/1200, 209/1300, 209/1400 i 209/1500. Pierwsze cztery okręty zostały zamówione przez Grecję w 1967.

## Nabywcy
| Kraj              | Wariant | Wariant | Wariant | Wariant | Wariant |
| Kraj              | 1100    | 1200    | 1300    | 1400    | 1500    |
| ----------------- | ------- | ------- | ------- | ------- | ------- |
| Argentyna         |         | 2       |         |         |         |
| Brazylia          |         |         |         | 5       |         |
| Chile             |         |         |         | 2       |         |
| Kolumbia          |         | 2       |         |         |         |
| Ekwador           |         |         | 2       |         |         |
| Grecja            | 4       | 4       |         |         |         |
| Indie             |         |         |         |         | 4       |
| Indonezja         |         |         | 2       |         |         |
| Korea Południowa  |         | 9       |         |         |         |
| Peru              | 2       | 4       |         |         |         |
| Południowa Afryka |         |         |         | 3       |         |
| Turcja            |         | 6       |         | 8       |         |
| Egipt             |         |         |         | 4       |         |
| Wenezuela         |         |         | 2       |         |         |

- Argentyna zamówiła dwa okręty typu 209/1200 w 1969 roku. Wprowadzono je do służby pod nazwami ARA „Salta” (w 1973 roku, numer taktyczny S-31) i ARA „San Luis” (1974, S-32). Tylko drugi okręt był w gotowości bojowej podczas wojny o Falklandy-Malwiny i wziął w niej czynny udział. Okręt wykonał 40-dniowy patrol bojowy, podczas którego kilkakrotnie bezskutecznie próbował atakować okręty brytyjskie, podobnie jak nieskuteczna okazała się przeprowadzona przez brytyjskie siły ZOP wielogodzinna obława na niego. Obecnie ARA „Salta” pozostaje w czynnej służbie. ARA „San Luis” został wycofany w 1997 roku.
- Peru zamówiło dwie jednostki typu 209/1100 w 1970 roku, a kolejne cztery jednostki typu 209/1200 w 1976 roku.
- Brazylia zamówiła cztery okręty typu 209/1400: „Tupi” (w służbie od 1989), „Tamoio” (S-31, 1994), „Timbira” (1996) i „Tapajó” (1999). W grudniu 2005 roku Brazylia wprowadziła do służby okręt „Tikuna” (2005), zbudowany w Brazylii według zmodernizowanego typu 209/1400.
- Egipt w latach 2011-14 zamówił 4 jednostki typu 209/1400. Pierwszy okręt (S41) zwodowano w grudniu 2015 roku[1][2], a przekazano Egiptowi w grudniu 2016 r. Drugi okręt (S42) zwodowano w grudniu 2016 roku[3], przekazano w sierpniu 2017 r. Trzeci okręt (S43) zwodowano w maju 2019 r., przekazano 9 kwietnia 2020 r.[4].
- Iran zamówił w marcu 1978 roku budowę sześciu okrętów typu 209/1400, z planowanym dostarczeniem do 1983 roku, lecz zamówienie zostało anulowane w 1979 roku po rewolucji islamskiej[5].

## Dane techniczne
|                              | Typ 209/1100                                                                                 | Typ 209/1200                                                                                 | 209/1300                                                                                     | Typ 209/1400                                                                                 | Typ 209/1500                                                                                 |
| ---------------------------- | -------------------------------------------------------------------------------------------- | -------------------------------------------------------------------------------------------- | -------------------------------------------------------------------------------------------- | -------------------------------------------------------------------------------------------- | -------------------------------------------------------------------------------------------- |
| Wyporność (zanurzony)        | 1,207 t                                                                                      | 1,285 t                                                                                      | 1,390 t                                                                                      | 1,586 t                                                                                      | 1,810 t                                                                                      |
| Wymiary (dł x szer x zanurz) | 54.1 × 6.2 x 5.9 m                                                                           | 55.9 × 6.3 x 5.5 m                                                                           | 59.5 × 6.2 x 5.5 m                                                                           | 61.2 × 6.25 x 5.5 m                                                                          | 64.4 × 6.5 x 6.2 m                                                                           |
| Napęd                        | dieslowsko-elektryczny, 4 diesle, 1 śruba, 5000 shp                                          | dieslowsko-elektryczny, 4 diesle, 1 śruba, 5000 shp                                          | dieslowsko-elektryczny, 4 diesle, 1 śruba, 5000 shp                                          | dieslowsko-elektryczny, 4 diesle, 1 śruba, 5000 shp                                          | dieslowsko-elektryczny, 4 diesle, 1 śruba, 6100 shp                                          |
| Prędkość (wynurzony)         | 11 węzłów                                                                                    | 11 węzłów                                                                                    | 11 węzłów                                                                                    | 11 węzłów                                                                                    | 11,5 węzła                                                                                   |
| Prędkość (zanurzony)         | 21.5 węzła                                                                                   | 21.5 węzła                                                                                   | 21.5 węzła                                                                                   | 21.5 węzła                                                                                   | 22.5 węzła                                                                                   |
| Zasięg (wynurzony)           | 10.000 mil morskich przy prędkości 10 węzłów                                                 | 10.000 mil morskich przy prędkości 10 węzłów                                                 | 10.000 mil morskich przy prędkości 10 węzłów                                                 | 10.000 mil morskich przy prędkości 10 węzłów                                                 | 10.000 mil morskich przy prędkości 10 węzłów                                                 |
| Zasięg (chrapy)              | 8.000 mil morskich przy prędkości 10 węzłów                                                  | 8.000 mil morskich przy prędkości 10 węzłów                                                  | 8.000 mil morskich przy prędkości 10 węzłów                                                  | 8.000 mil morskich przy prędkości 10 węzłów                                                  | 8.000 mil morskich przy prędkości 10 węzłów                                                  |
| Zasięg (zanurzony)           | 400 mil morskich przy prędkości 4 węzłów                                                     | 400 mil morskich przy prędkości 4 węzłów                                                     | 400 mil morskich przy prędkości 4 węzłów                                                     | 400 mil morskich przy prędkości 4 węzłów                                                     | 400 mil morskich przy prędkości 4 węzłów                                                     |
| Długotrwałość rejsu          | 50 dni                                                                                       | 50 dni                                                                                       | 50 dni                                                                                       | 50 dni                                                                                       | 50 dni                                                                                       |
| Maksymalna głębokość         | 500 m                                                                                        | 500 m                                                                                        | 500 m                                                                                        | 500 m                                                                                        | 500 m                                                                                        |
| Uzbrojenie                   | 8 wyrzutni torpedowych 553 mm - 14 torped - opcjonalna integracja z pociskami UGM-84 Harpoon | 8 wyrzutni torpedowych 553 mm - 14 torped - opcjonalna integracja z pociskami UGM-84 Harpoon | 8 wyrzutni torpedowych 553 mm - 14 torped - opcjonalna integracja z pociskami UGM-84 Harpoon | 8 wyrzutni torpedowych 553 mm - 14 torped - opcjonalna integracja z pociskami UGM-84 Harpoon | 8 wyrzutni torpedowych 553 mm - 14 torped - opcjonalna integracja z pociskami UGM-84 Harpoon |
| Załoga                       | 31                                                                                           | 33                                                                                           | 33                                                                                           | 30                                                                                           | 36                                                                                           |